# Jouer du piano ivre comme d'un instrument à percussion jusqu'à ce que les doigts saignent un peu
Jouer du piano ivre comme d'un instrument à percussion jusqu'à ce que les doigts saignent un peu (titre original: Play the Piano Drunk Like a Percussion Instrument Until the Fingers Begin to Bleed a Bit) est un recueil de 64 poèmes écrits par Charles Bukowski dans les années 1970 et dédiés à sa femme Linda Lee.
D'abord parus dans divers magazines entre 1970 et 1979, ils sont publiés pour la première fois en un seul volume en 1979 par Black Sparrow Books.